# Китайска баскетболна асоциация
Китайската баскетболна асоциация (на китайски: 中国男子篮球职业联赛), известна също и като КБА, е професионалното баскетболно първенство на Китай за мъже. Създадено е през 1995 г. и се регулира от Китайския център по баскетболен мениджмънт.
От шампионата са тръгнали баскетболисти като Яо Мин, Уан Жижи и И Дзиенлиен, които правят кариера в НБА. Въпреки че всеки отбор има право на ограничено количество чужденци в състава, в шампионата в различни периоди играят звезди като Трейси МакГрейди, Гилбърт Аринас, Мета Уърлд Пийс, Джереми Лин, Джей Ар Смит и други.

## История
Първият сезон на шампионата е 1995/96. Тогава пристига и първият чужденец в китайския баскетбол – узбекският играч Михаил Савинков се изявява в отбора Жейянг Скуирълс. Една от първите звезди в шампионата е Дейвид Вантърпуул в Джилин Нортийст Тайгърс. По-късно гардът ще играе в НБА за Вашингтон Уизърдс, както и в няколко отбора в Европа. През сезон 1997/98 американецът Робърт Хогърд става първият чуждестранен треньор, като води тима на Съчуан Пандас в последните 8 мача от кампанията.
През 90-те години в лигата се състезават ведомствени отбори на армията, полицията и военновъздушните сили, но през 2001 г. те са разформировани. Тимовете обикновено носят имената си по географски принцип, в зависимост от избраното животно-талисман или са кръстени на спонсор.
Най-успешният клуб в историята шампионата е Гуандонг Саутърн Тайгърс. Между 2003 и 2013 г. „тигрите“ играят в 11 поредни финала. Тимът има общо 11 титли и 5 втори места.

## Регламент
Участват 20 отбора, които са разделени в две дивизии - Северна и Южна. През реводния сезон се играе всеки срещу всеки на разменено гостуване (общо 38 мача). Първите 12 в крайното класиране в редовния сезон се класират за етапа на плейофите. Първите 4 тима се класират директно за 1/4-финалите, докато тимовете от 5-то до 12-то място играят в 1/8-финалите. Във финалната серия се играе до 4 победи (максимум 7 мача), като по време на пандемията от коронавирус се играе до 2 победи. От сезон 2021/22 форматът до 4 победи е върнат.

## Шампиони
- Гуандонг Саутърн Тайгърс – 11
- Баи Рокетс – 8
- Пекин Дъкс – 3
- Ляолин Хънтърс – 1
- Синдзян Флайънг Тайгърс – 1
- Шанхай Шаркс – 1
- Съчуан Блу Уейлс – 1